# Штейн, Фридрих-Казимир
Фридрих-Казимир фон Штейн — основоположник лесного образования в России, организатор и директор-наставник Царскосельского практического лесного училища, надворный советник.

## Биография
Курляндский дворянин Ф.-К. Штейн разработал проект организации первой школы для образования в лесных науках в Российской империи «Положения для учреждения в Царском Селе практического лесного училища», утверждённый 19 мая 1803 года, и стал первым директором созданного учебного учреждения (1803-1811). 
По мнению директора Лесного департамента академика Карла-Людвига Ивановича Габлица это был «практический сельский хозяин... во всех частях сельского хозяйства довольно опытен, управлявший более 30 лет в Курляндии арендными имениями, а потому и знания его в лесоводстве более относятся к сему краю».
15 января 1811 года Ф.-К. фон Штейн ушёл с должности директора училища по болезни.
Был пожалован чином коллежского асессора (1803), а впоследствии – чином надворного советника.